# West Indies Cricket Team in Sri Lanka in der Saison 2010/11
Die Tour des West Indies Cricket Teams nach Sri Lanka in der Saison 2010/11 fand vom 15. November 2010 bis zum 6. Februar 2011 statt. Die internationale Cricket-Tour war Bestandteil der Internationalen Cricket-Saison 2010/11 und umfasste drei Tests und drei ODIs. Die West Indies gewannen die ODI-Serie 2–0, während die Test-Serie 0–0 unentschieden endete.

## Vorgeschichte
Sri Lanka bestritt zuvor eine Tour in Australien, für die West Indies war es die erste Tour der Saison. Das letzte Aufeinandertreffen der beiden Mannschaften gegeneinander bei einer Tour fand in der Saison 2007/08 in den West Indies statt. Ursprünglich sollte eine ODI-Serie mit fünf Spielen direkt im Anschluss an die Test-Serie ausgetragen werden. Da das Wetter jedoch von sehr viel Regen geprägt war und schon die Test-Serie dadurch stark beeinträchtigt war, entschied man sich kurz vor der Austragung des ersten ODIs die Serie mit nur drei Spielen in den Januar 2011 zu verschieben. Auch mussten die ODIs in einem Stadion ausgetragen werden, was nicht für den Cricket World Cup 2011 verwendet wurde.

## Stadien
Die folgenden Austragungsorte wurden für die Tour ausgewählt. Das Stadion für die ODIs wurde am 26. Januar 2011 bekanntgegeben.
| Stadion                                            | Stadt   | Kapazität | Spiele      |
| -------------------------------------------------- | ------- | --------- | ----------- |
| R. Premadasa Stadium (RPS)                         | Colombo | 35.000    | 2. Test     |
| Sinhalese Sports Club Ground (SSC)                 | Colombo | 10.000    | 1. – 3. ODI |
| Galle International Stadium                        | Galle   | 35.000    | 1. Test     |
| Muttiah Muralitharan International Cricket Stadium | Kandy   | 35.000    | 3. Test     |

## Kaderlisten
Die West Indies benannten ihren Test-Kader am 17. Oktober, und ihren ODI-Kader am 28. Oktober 2010.
Sri Lanka benannte seinen Test-Kader am 10. November 2010,
| Test | Test | ODI | ODI |
| Sri Lanka | West Indies | Sri Lanka | West Indies |
| --- | --- | --- | --- |
| - Kumar Sangakkara (K) - Mahela Jaywardene (VK) - Tillakaratne Dilshan - Shaminda Eranga - Dilhara Fernando - Rangana Herath - Prasanna Jaywardene (wk) - Suraj Randiv - Thilina Kandamby - Nuwan Kulasekara - Suranga Lakmal - Angelo Mathews - Ajantha Mendis - Tharanga Paranavitana - Dhammika Prasad - Thilan Samaraweera - Kaushal Silva - Thilan Thushara | - Daren Sammy (K) - Brendan Nash (VK) - Adrian Barath - Carlton Baugh (wk) - Sulieman Benn - Dwayne Bravo - Darren Bravo - Shivnarine Chanderpaul - Chris Gayle - Nelon Pascal - Kemar Roach - Andre Russell - Shane Shillingford - Devon Smith - Devon Thomas (wk) | - Kumar Sangakkara (K) - Mahela Jaywardene (VK) - Tillakaratne Dilshan - Dilhara Fernando - Rangana Herath - Chamara Kapugedera - Nuwan Kulasekara - Lasith Malinga - Angelo Mathews - Ajantha Mendis - Muttiah Muralitharan - Thisara Perera - Thilan Samaraweera - Chamara Silva - Upal Tharanga | - Daren Sammy (K) - Adrian Barath - Carlton Baugh (wk) - Sulieman Benn - Dwayne Bravo - Darren Bravo - Shivnarine Chanderpaul - Chris Gayle - Nikita Miller - Kieron Pollard - Ravi Rampaul - Kemar Roach - Andre Russell - Ramnaresh Sarwan - Devon Smith |

## Tour Matches
| 10. – 12. November Scorecard | Colombo (SSC) | West Indians 176 (55.3) | – | SL Board President’s XI 59-3 (13) |
|                              |               | Remis                   |   |                                   |

## Tests

### Erster Test in Galle
| 15. – 19. November Scorecard | Galle | West Indies 560-9d (163.2) | – | Sri Lanka 378 (95.2) & 241-4 (81.2) (f/o) |
|                              |       | Remis                      |   |                                           |

### Zweiter Test in Colombo
| 23. – 27. November Scorecard | Colombo (RPS) | Sri Lanka 387-9d (115.2) & 57-1d (15) | – | West Indies 243 (71.3) & 12-2 (11) |
|                              |               | Remis                                 |   |                                    |

### Dritter Test in Kandy
| 1. – 5. Dezember Scorecard | Kandy | West Indies 303-8 (103.3) | – | Sri Lanka |
|                            |       | Remis                     |   |           |

## One-Day Internationals

### Erstes ODI in Colombo
| 31. Januar Scorecard | Colombo (SSC) | West Indies 245-5 (50) | – | Sri Lanka |
|                      |               | No Result              |   |           |

### Zweites ODI in Colombo
| 3. Februar Scorecard | Colombo (SSC) | West Indies 203 (50)                         | – | Sri Lanka 199-2 (42.3) |
|                      |               | Sri Lanka gewinnt mit 8 Wickets (D/L method) |   |                        |

### Drittes ODI in Colombo
| 6. Februar Scorecard | Colombo (SSC) | Sri Lanka 277-9 (50)          | – | West Indies 251 (49) |
|                      |               | Sri Lanka gewinnt mit 26 Runs |   |                      |

## Statistiken
Die folgenden Cricketstatistiken wurden bei dieser Tour erzielt.
| Tests                | Tests       | Tests   | Tests   | Tests   | Tests   | Tests   | Tests   | Tests   |
| Batting              | Batting     | Batting | Batting | Batting | Batting | Batting | Batting | Batting |
| Spieler              | Mannschaft  | Spiele  | Innings | Runs    | Average | HS      | 100s    | 50s     |
| -------------------- | ----------- | ------- | ------- | ------- | ------- | ------- | ------- | ------- |
| Chris Gayle          | West Indies | 3       | 4       | 366     | 91,50   | 333     | 1       | 0       |
| Kumar Sangakkara     | Sri Lanka   | 3       | 4       | 228     | 76,00   | 150     | 1       | 1       |
| Darren Bravo         | West Indies | 3       | 4       | 206     | 68,66   | 80      | 0       | 3       |
| Brendan Nash         | West Indies | 3       | 3       | 160     | 53,33   | 67      | 0       | 2       |
| Thilan Samaraweera   | Sri Lanka   | 3       | 3       | 151     | 75,50   | 80      | 0       | 2       |
| Bowling              |             |         |         |         |         |         |         |         |
| Spieler              | Mannschaft  | Spiele  | Overs   | Wickets | Average | BBI     | 5W      | 10W     |
| Ajantha Mendis       | Sri Lanka   | 3       | 106.3   | 11      | 27,63   | 6/169   | 1       | 0       |
| Kemar Roach          | West Indies | 3       | 69.2    | 10      | 24,50   | 5/100   | 1       | 0       |
| Rangana Herath       | Sri Lanka   | 2       | 47      | 7       | 18,57   | 4/54    | 0       | 0       |
| Shane Shillingford   | West Indies | 2       | 78.2    | 5       | 55,00   | 4/123   | 0       | 0       |
| Tillakaratne Dilshan | Sri Lanka   | 3       | 20      | 3       | 14,33   | 2/4     | 0       | 0       |
| Suranga Lakmal       | Sri Lanka   | 2       | 35.3    | 3       | 44,00   | 2/84    | 0       | 0       |
| Dwayne Bravo         | West Indies | 3       | 50.2    | 3       | 52,00   | 1/8     | 0       | 0       |
| Suraj Randiv         | Sri Lanka   | 1       | 48.2    | 3       | 61,00   | 3/183   | 0       | 0       |

| ODIs             | ODIs        | ODIs    | ODIs    | ODIs    | ODIs    | ODIs    | ODIs    | ODIs    |
| Batting          | Batting     | Batting | Batting | Batting | Batting | Batting | Batting | Batting |
| Spieler          | Mannschaft  | Spiele  | Innings | Runs    | Average | HS      | 100s    | 50s     |
| ---------------- | ----------- | ------- | ------- | ------- | ------- | ------- | ------- | ------- |
| Ramnaresh Sarwan | West Indies | 3       | 3       | 147     | 49,00   | 75      | 0       | 2       |
| Upul Tharanga    | Sri Lanka   | 3       | 2       | 140     | 140,00  | 101*    | 1       | 0       |
| Darren Bravo     | West Indies | 3       | 3       | 126     | 42,00   | 79      | 0       | 1       |
| Adrian Barath    | West Indies | 3       | 3       | 125     | 41,66   | 113     | 1       | 0       |
| Kumar Sangakkara | Sri Lanka   | 3       | 2       | 95      | 47,50   | 75      | 0       | 1       |
| Bowling          |             |         |         |         |         |         |         |         |
| Spieler          | Mannschaft  | Spiele  | Overs   | Wickets | Average | BBI     | 5W      | 10W     |
| Lasith Malinga   | Sri Lanka   | 2       | 20      | 6       | 13,50   | 3/30    | 0       | 0       |
| Sulieman Benn    | West Indies | 1       | 10      | 4       | 9,50    | 4/38    | 0       | 0       |
| Ajantha Mendis   | Sri Lanka   | 2       | 19      | 4       | 24,00   | 4/46    | 0       | 0       |
| Thisara Perera   | Sri Lanka   | 1       | 9       | 3       | 12,00   | 3/36    | 0       | 0       |
| Nuwan Kulasekara | Sri Lanka   | 2       | 20      | 3       | 25,66   | 2/42    | 0       | 0       |
| Dwayne Bravo     | West Indies | 2       | 15      | 3       | 29,00   | 2/58    | 0       | 0       |

## Player of the Series
Als Player of the Series wurden die folgenden Spieler ausgezeichnet.
| Serie | Player of the Series |
| ----- | -------------------- |
| Test  | Kemar Roach          |
| ODI   | Upul Tharanga        |

### Player of the Match
Als Player of the Match wurden die folgenden Spieler ausgezeichnet.
| Spiel   | Player of the Match |
| ------- | ------------------- |
| 1. Test | Chris Gayle         |
| 2. Test | Kumar Sangakkara    |
| 2. ODI  | Upul Tharanga       |
| 3. ODI  | Kumar Sangakkara    |